# Plasticose

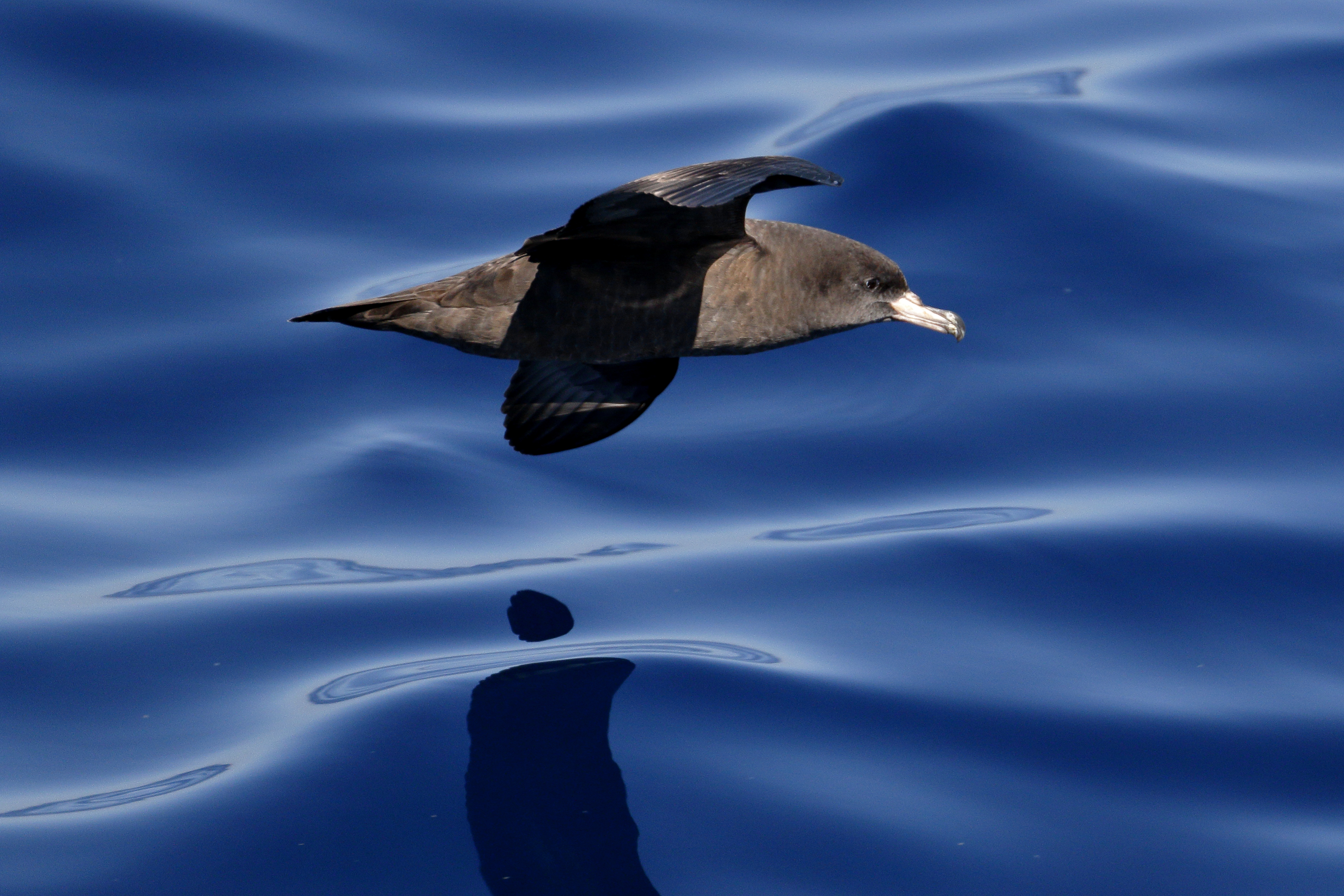
Le puffin à pieds pâles est l'espèce chez qui la plasticose a été découverte.

La plasticose est une maladie provoquée par l'ingestion de matières plastiques qui touchent les oiseaux marins.

## Histoire
En 2019, des scientifiques découvrent un déclin de population chez les puffins, ainsi que des anomalies sanguines. Une hypothèse nvisagée pour expliquer ce phénomène est alors la présence de composants nocifs comme des bactéries ou des toxiques dans le plastique absorbé par les animaux.
Cette pathologie liée à la pollution plastique est décrite pour la première fois en mars 2023 chez des oiseaux australiens par des scientifiques du Muséum d'histoire naturelle de Londres dans le Journal of Hazardous Materials. Cette étude montre les relations entre la présence de tissu cicatriciel et l'absorption de plastique. De futures études supplémentaires permettraient de rechercher si d'autres organes sont touchés et si ce sont des microplastiques ou bien des particules de plus d'un millimètre qui sont à l'origine de la maladie.

## Épidémiologie
La plasticose est mise en évidence chez des jeunes puffins à pieds pâles vivant sur l'île Lord Howe en Australie.

## Physiopathologie
Les petits morceaux plastique ingérés provoquent une inflammation du proventricule et forment un tissu cicatriciel (fibrose) à la surface des organes du tractus digestif. Les tissus endommagés ont des répercussions sur la digestion, la croissance et la survie des oiseaux,.